# Kolory (album)
Kolory – drugi album polskiej grupy muzycznej Firebirds, wydany 4 marca 1996 roku nakładem wytwórni płytowych Izabelin Studio oraz PolyGram Polska. Album zawiera 14 kompozycji zespołu, w tym przebój „Harry”, który dotarł do 1. miejsca na Liście Przebojów Programu Trzeciego oraz do 1. pozycji na Szczecińskiej Liście Przebojów.

## Lista utworów
Opracowano na podstawie materiału źródłowego.
1. „Lęk [Fioletowy]” – 2:42
2. „Pod osłoną nocy [Seledynowy]” – 2:53
3. „Baobab [Szary]” – 3:17
4. „Kolory [Żółty]” – 3:55
5. „Niedoczekany [Czarny]” – 2:38
6. „24 zachody słońca [Biały]” – 3:17
7. „Harry [Czerwony]” – 4:20
8. „Szepty [Granatowy]” – 2:16
9. „Setna część nieba [Pomarańczowy]” – 2:33
10. „Mały chłopiec [Niebieski]” – 3:55
11. „Tysiąc pól różanych [Amarantowy]” – 3:13
12. „Zielony” – 4:45
13. „Nowy [Purpurowy]” – 3:32
14. „Dom z gwiazd [Srebrny]” – 2:31